# ГЕС Гаотань
ГЕС Гаотан (高滩水电站) — гідроелектростанція у центральній частині Китаю в провінції Хунань. Знаходячись після ГЕС Фентань, становить нижній ступінь каскаду на річці Youshui, лівій притоці Юаньцзян, котра впадає до розташованого на правобережжі Янцзи великого озера Дунтін.
В межах проекту річку перекрили бетонною греблею висотою 33 метра та довжиною 534 метра. Вона утримує водосховище з об'ємом 27,3 млн м3 та припустимим коливанням рівня поверхні у операційному режимі між позначками 114 та 118 метрів НРМ (під час повені рівень може зростати до 128,3 метра НРМ, а об'єм — до 59,8 млн м3).
Інтегрований у греблю машинний зал обладнали трьома бульбовими турбінами потужністю по 19 МВт, які використовують напір від 4 до 12,5 метра (номінальний напір 8,5 метра).